# Liste der Nummer-eins-Hits in den Cash Box Charts (1985)
Diese Liste enthält alle Nummer-eins-Hits in den amerikanischen Cash Box Charts im Jahr 1985. Es gab in diesem Jahr 27 Nummer-eins-Singles.
| Singles |
| --- |
| - Madonna – Like a Virgin - 5 Wochen (29. Dezember 1984 – 1. Februar 1985) - Foreigner – I Want to Know What Love Is - 1 Woche (2. Februar – 8. Februar) - Philip Bailey & Phil Collins – Easy Lover - 1 Woche (9. Februar – 15. Februar) - Wham! feat. George Michael – Careless Whisper - 3 Wochen (16. Februar – 8. März) - REO Speedwagon – Can’t Fight This Feeling - 3 Wochen (9. März – 29. März) - Madonna – Crazy for You - 1 Woche (30. März – 5. April) - Phil Collins – One More Night - 1 Woche (6. April – 12. April) - USA for Africa – We Are the World - 5 Wochen (13. April – 17. Mai) - Simple Minds – Don’t You (Forget About Me) - 2 Wochen (18. Mai – 31. Mai) - Wham! – Everything She Wants - 1 Woche (1. Juni – 7. Juni) - Tears for Fears – Everybody Wants to Rule the World - 2 Wochen (8. Juni – 21. Juni) - Bryan Adams – Heaven - 1 Woche (22. Juni – 28. Juni) - Phil Collins – Sussudio - 2 Wochen (29. Juni – 12. Juli) - Duran Duran – A View to a Kill - 1 Woche (13. Juli – 19. Juli) - Prince and The Revolution – Raspberry Beret - 1 Woche (20. Juli – 26. Juli) - Paul Young – Every Time You Go Away - 2 Wochen (27. Juli – 9. August) - Tears for Fears – Shout - 2 Wochen (10. August – 23. August) - Huey Lewis and the News – The Power of Love - 2 Wochen (24. August – 6. September) - John Parr – St. Elmo’s Fire (Man in Motion) - 2 Wochen (7. September – 20 September) - Dire Straits – Money for Nothing - 4 Wochen (21. September – 18. Oktober) - A-ha – Take on Me - 2 Wochen (19. Oktober – 1. November) - Stevie Wonder – Part-Time Lover - 1 Woche (2. November – 8. November) - Jan Hammer – Miami Vice Theme - 1 Woche (9. November – 15. November) - Starship – We Built This City - 2 Wochen (16. November – 29. November) - Phil Collins & Marilyn Martin – Separate Lives - 1 Woche (30. November – 6. Dezember) - Mr. Mister – Broken Wings - 2 Wochen (7. Dezember – 20. Dezember) - Lionel Richie – Say You, Say Me - 5 Wochen (21. Dezember 1985 – 24. Januar 1986) |